# 藤原幹生
藤原 幹生（ふじわら みきお、1981年4月20日 - ）は、地方競馬の笠松競馬場後藤正義厩舎所属の騎手である。勝負服の柄は胴白・青一本輪、袖白・青縦縞。静岡県出身、身長155cm、体重47kg、血液型A型。地方競馬教養センター騎手課程第73期生。

## 来歴
2001年3月31日付けで地方競馬騎手免許を取得し、山下清春厩舎からデビュー。同年4月1日第1回笠松競馬1日目第4競走サラ系BC組混合戦カシノエンドレスで初騎乗（9頭立て6番人気3着）。同年4月3日第1回笠松競馬3日目第5競走アラ系A組一般戦をタイムリープで優勝（9頭立て1番人気）し、初勝利。
2005年地方競馬通算100勝達成。
2007年8月1日付けで山下清春厩舎から町野良隆厩舎に所属変更した。
2010年2月21日第20回笠松競馬1日目第5競走第1回まさやんランドカップC32組一般戦をザバトルケンタで優勝（9頭立て1番人気）し、地方競馬通算200勝達成。
2016年5月1日付けで笹野博司厩舎に所属変更した。
そして2018年6月5日、名古屋競馬場において開催された「ダービーシリーズ2018」・愛知県知事杯第48回東海ダービーを4番人気のビップレイジングで制し、ダービージョッキーとなる。
2019年2月1日付けで後藤正義厩舎に所属変更した。
2023年11月23日、笠松競馬第13回3日第6競走においてロジェで勝利し地方通算1200勝達成。
地方通算成績は12635戦1207勝・2着1118回・3着1170回・勝率9.6%・連対率18.4%（2023年12月13日現在）。

## 主な騎乗馬
- ヘイハチハピネス（2016年クイーンカップ）
- ビップレイジング（2018年新緑賞、東海ダービー）
- ブライアンビクター（2019年湾岸ニュースターカップ）
- スタンサンセイ（2022年ウインター争覇）
- スタンレー（2023年中京ペガスターカップ）
- ルーチェドーロ（2023年笠松グランプリ）
- ブリスタイム（2024年ネクストスター笠松）

出典: